# R U Still Down? (Remember Me)
R U Still Down? (Remember Me) – drugi pośmiertny album 2Paca, wydany 25 listopada 1997. W USA płyta uzyskała status poczwórnej platynowej płyty.

## Lista utworów
| CD 1 1. „Redemption” 2. „Open Fire” 3. „R U Still Down? (Remember Me)” 4. „Hellrazor” 5. „Thug Style” 6. „Where Do We Go From Here” (interludium) 7. „I Wonder If Heaven Got a Ghetto” 8. „Nothing to Lose” 9. „I'm Gettin Money” 10. „Lie to Kick It” 11. „Fuck All Y’all” 12. „Let Them Thangs Go” 13. „Definition of a Thug Nigga” |  | CD 2 1. „Ready 4 Whatever” 2. „When I Get Free” 3. „Hold on Be Strong” 4. „I'm Losin It” 5. „Fake Ass Bitches” 6. „Do for Love” 7. „Enemies With Me” 8. „Nothin but Love” 9. „16 On Death Row” 10. „I Wonder if Heaven Got a Ghetto” (wersja hip-hopowa) 11. „When I Get Free II” 12. „Black Starry Night” (interludium) 13. „Only Fear of Death” |

Źródło:.

## Certyfikaty i sprzedaż
| Kraj                     | Certyfikat         | Sprzedaż   |
| ------------------------ | ------------------ | ---------- |
| Holandia (NVPI)          | złota płyta        | 50 000+    |
| Stany Zjednoczone (RIAA) | 4x platynowa płyta | 4 000 000+ |
| Wielka Brytania (BPI)    | złota płyta        | 100 000+   |